# CALIPSO
CALIPSO（Cloud-Aerosol Lidar and Infrared Pathfinder Satellite Observations）はアメリカ航空宇宙局とフランス国立宇宙研究センター共同による地球観測衛星。

## 概要

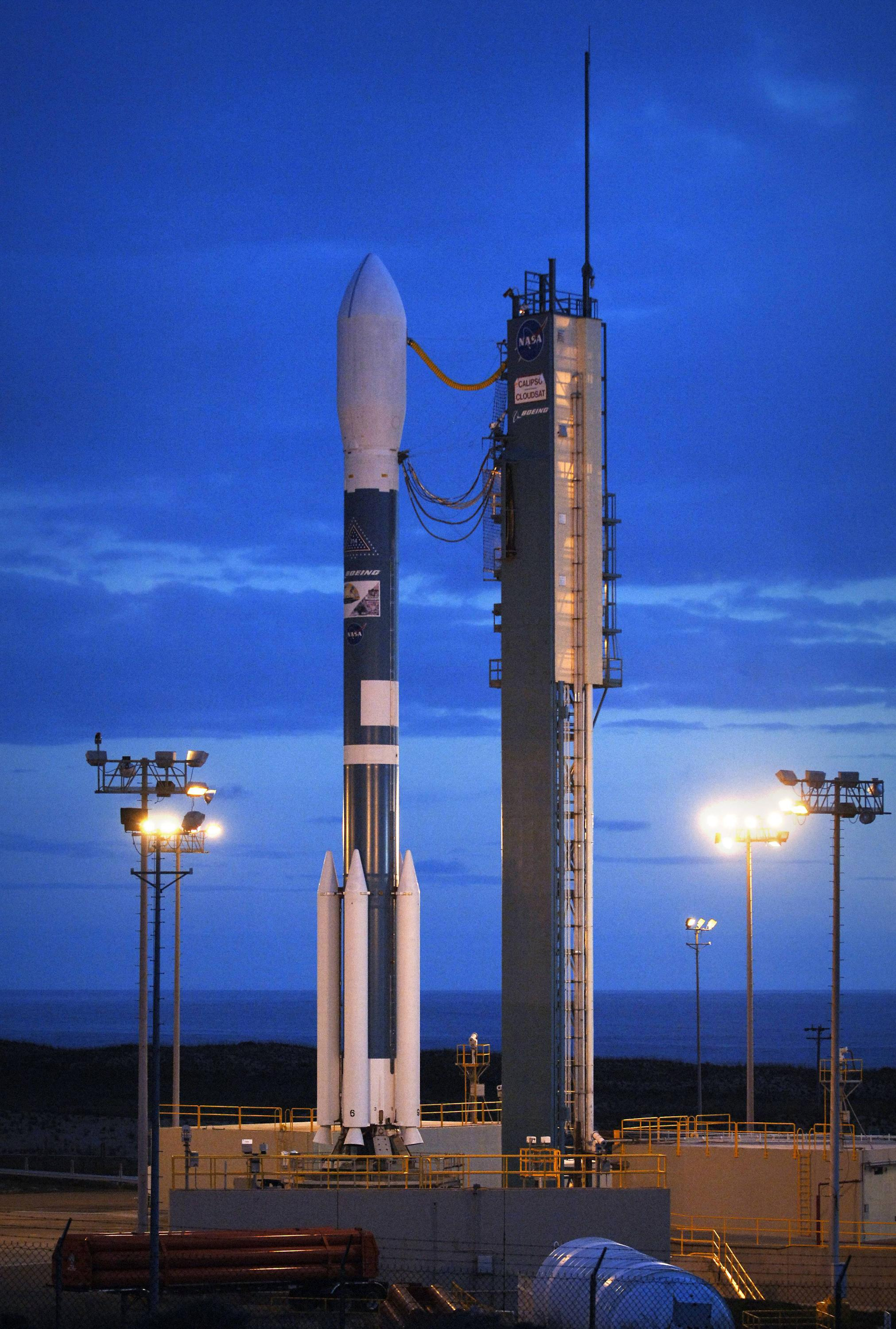
打ち上げ前の様子。VAFB,SLC-2W。

カンヌ・マンドリュー宇宙センターにおいてPROTEUSバスをベースに製作され、2006年4月28日にデルタIIによってCloudSatと共に打ち上げられた。CALIPSOに搭載されたリモートセンシング装置は常時地球の雲とエアロゾルをモニターする。他のいくつかの衛星とA Trainを構成しており、特に15秒間隔で同地点の上空を通過するCloudSatのレーダーと連携観測が行われている。

## 観測機器
- Cloud-Aerosol Lidar with Orthogonal Polarization (CALIOP) - LIDAR。Nd:YAGレーザーにより発振した532nm、1064nmの2波長で観測を行い、雲とエアロゾルの高分解能鉛直方向分布を与える。
- Wide Field Camera (WFC) - 気象学的解釈のため、高空間分解能画像を撮影するカメラ[1]。民生品であるBall AerospaceのアストロトラッカーカメラCT-633を改良したもの。Aquaの搭載機器であるMODISのバンド1とあわせるために選択された。
- Imaging Infrared Radiometer (IIR)- 巻雲の放射率と粒径を検波する。

2009年2月、CALIPSOは予定通りバックアップ用のレーザーに切り替えた。最初のレーザーは3年に渡り使用されその役割を果たした。予備のレーザーは予想以上に機能し続けており、2009年6月にCALIPSOのミッション拡張が承認された。